# C14H10O10
化学式C14H10O10（摩尔质量：338.22 g/mol）可能指：
- 六羟基联苯二甲酸，CAS号：128785-08-0
- 去氢双没食子酸，CAS号：5693-34-5

|  | 这个同类索引页列出了具有相同分子式的化学物（即同分異構體）条目。 除非您是有意链接至本页，否则应将相应条目的内部链接指向正确的条目。 |